# Seututie 459
Pour les articles homonymes, voir Route 459.
La route régionale 459 (finnois : Seututie 459) est une route régionale allant de Vehmaa à Juva jusqu'à Sihvolanmäki à Pieksämäki en Finlande,,.

## Présentation
La seututie 459 est une route régionale de Savonie du Sud.

## Parcours
- Vehmaa
- Narila
- Hällinmäki
- Virtasalmi
- Hurskaala
- Sihvolanmäki